# Strandhuse
Strandhuse – miasto w Danii, w regionie Zelandia, w gminie Odsherred.